# كالفين فليتشير
كالفين فليتشير (بالإنجليزية: Calvin Fletcher)‏ هو محامي وقاضي أمريكي، ولد في 4 فبراير 1798، وتوفي في 26 مايو 1866.